# مقاطعة إلزوورث (كانساس)
مقاطعة إلزوورث (بالإنجليزية: Ellsworth County)‏ هي إحدى المقاطعات في ولاية كانساس، الولايات المتحدة الأمريكية.